# Rudolf Pagenstecher (General, 1802)
Rudolf Victor Gabriel Pagenstecher (* 22. April 1802 in Osnabrück; † 6. Mai 1889 in Pfaffendorf bei Koblenz) war ein preußischer Generalleutnant und Inspekteur der 3. Ingenieur-Inspektion.

## Leben

### Herkunft
Seine Eltern waren der Postdirektor Heinrich Rudolf Pagenstecher (1765–1804) und dessen Ehefrau Maria, geborene Schwarze (1784–1843) verwitwete Corsien.

### Werdegang
Pagenstecher besuchte das Gymnasium in Osnabrück und trat nach seinem Abschluss am 1. Mai 1819 als Pionier in die Garde-Pionier-Abteilung der Preußischen Armee ein. Als Portepeefähnrich absolvierte er von Oktober 1820 bis September 1822 zur weiteren Ausbildung die Vereinigte Artillerie- und Ingenieurschule. Zwischenzeitlich avancierte Pagenstecher zum Sekondeleutnant in der 3. Ingenieur-Inspektion. Am 1. Oktober 1822 erfolgte seine Versetzung zur 4. Pionier-Abteilung und nach drei Jahren stieg er zum Abteilungsadjutanten auf. Ab April 1828 war er in Folge zum Fortifikationsdienst nach Wesel, Jülich und Köln kommandiert. Er avancierte bis Mitte Mai 1842 zu Hauptmann und wurde im Jahr darauf Kommandeur der 2. Kompanie in der 7. Pionier-Abteilung. Nach einer mehrmonatigen Kommandierung zum Fortifikationsdienst in Köln wurde Pagenstecher mit der Ernennung zum Kommandeur der 4. Pionier-Abteilung nach Erfurt versetzt. In dieser Stellung stieg er Anfang Dezember 1850 zum Major auf. Daran schlossen sich von November 1851 bis März 1856 Verwendungen als Ingenieuroffizier vom Platz in Minden und anschließend in Köln an. Er wurde am 15. Oktober 1856 zum Oberstleutnant befördert und am 5. Juni 1857 als Inspekteur der 3. Pionier-Inspektion nach Koblenz versetzt. In dieser Stellung stieg er Ende Mai 1859 zum Oberst auf und erhielt am 26. September 1860 das Ritterkreuz des Königlichen Hausordens von Hohenzollern. Am 6. Juni 1861 beauftragte man ihn mit der Führung der 3. Ingenieur-Inspektion in Koblenz und am 4. Juni 1862 erfolgte seine Ernennung zum Inspekteur dieser Inspektion. Er wurde am 17. März 1863 zum Generalmajor und am 8. Juni 1866 zum Generalleutnant befördert. Unter Verleihung des Sterns zum Roten Adlerorden II. Klasse mit Eichenlaub wurde Pagenstecher am 18. Juni 1867 mit Pension zur Disposition gestellt. Er starb in der Nacht vom 5. auf den 6. Mai 1889 in Pfaffendorf bei Koblenz.

### Familie
Er heiratete am 9. Oktober 1829 in Meurs, Kreis Geldern Karoline Pütz (1809–1883), eine Tochter des Postmeisters Karl Pütz. Das Paar hatte mehrere Kinder, darunter:
- Albrecht (1830–1886), preußischer Sekondeleutnant, Ingenieur ⚭ 1868 Marie von Tschudi (1841–1929)
- Marie (1831–1841)
- Rudolf (1834–1836)
- Bertha (1836–1894) ⚭ Gustav Stüve (1833–1911), deutscher Jurist
- Rudolf (1838–1903), preußischer Generalmajor ⚭ Elisabeth Clara zur Nedden (1847–1922)
- Carl Johann Erich Gustav (1840–1856)
- Gustav (1842–1926), Mitglied der bremischen Bürgerschaft ⚭ 1882 Amalie Deetjen (1863–1940). Schwiegereltern des späteren Generaloberst Ludwig Beck (1880–1944)
- Marie (1843–1897) ⚭ 1865 Adolf Wasserfuhr (1826–1902), Major a. D.
- Adolf (1846–1900), preußischer Generalmajor ⚭ 1873 Karoline Bauer (1851–1826), Tochter des preußischen Generalmajors Karl von Bauer (1816–1896)
- Karoline (1848–1902) ⚭ 1867 Otto von Gaertner (1829–1894), preußischer Generalleutnant[1]